# Associação Desportiva e Cultural São Bernardo
L'Associação Desportiva e Cultural São Bernardo è una società di pallavolo maschile brasiliana, con sede a São Bernardo do Campo, nel massimo campionato brasiliano, la Superliga Série A.

## Storia
L'Associação Desportiva e Cultural Metodista viene fondata nel 2009 e debutta in Superliga appena un anno dopo, nella stagione 2010-11. Nel 2013 cambia nome in Associação Desportiva e Cultural São Bernardo.

## Rosa 2013-2014
| N° | Nome               | Ruolo | Data di nascita  | Nazionalità sportiva |
| -- | ------------------ | ----- | ---------------- | -------------------- |
| 1  | Rodrigo Rodrigues  | P     | 13 febbraio 1986 | Brasile              |
| 3  | Leonardo Alves     | S/O   | 2 febbraio 1984  | Brasile              |
| 7  | Ricardo do Rêgo    | S     | 9 gennaio 1991   | Brasile              |
| 9  | Matheus da Cunha   | C     | 1º dicembre 1991 | Brasile              |
| 10 | Luiz Sene          | C     | 11 marzo 1986    | Brasile              |
| 11 | Felipe da Silva    | L     | 28 agosto 1990   | Brasile              |
| 13 | Ygor Duarte        | S     | 16 gennaio 1989  | Brasile              |
| 14 | Joel Monteiro      | S/O   | 24 aprile 1974   | Brasile              |
| 15 | Pedro Azenha       | S/O   | 25 marzo 1981    | Brasile              |
| 16 | Felipe Grah        | C     | 22 gennaio 1990  | Brasile              |
| 17 | Michael dos Santos | C     | 20 aprile 1983   | Brasile              |
| 18 | Bruno Alves        | P     | 18 maggio 1989   | Brasile              |

## Denominazioni precedenti
- 2009-2013: Associação Desportiva e Cultural Metodista